# Piazzetta della Selva
La piazzetta della Selva è una piazza a Siena, cuore della contrada della Selva.

## Storia e descrizione
La piazza si apre nel cosiddetto "fosso di sant'Ansano", dove la tradizione vuole che si fosse tentato di martirizzare il patrono cittadino. Sul lato sinistro si vede il poderoso retro del complesso di Santa Maria della Scala, caratterizzato da arcature e contrafforti. 
Di fronte ad esso si trova la chiesa di San Sebastiano in Vallepiatta, oratorio storico della contrada della Selva. Si tratta di un edificio in cotto eretto all'inizio del Cinquecento da Girolamo Ponsi, probabilmente su progetto di Francesco di Giorgio.